# Jenő Arányi
Jenő Arányi (n.? 1883, Nemesmilitics-?, 1944, ?) a fost un scriitor, romancier maghiar în Voievodina, din 1920 în Iugoslavia.